# Here and Now (série télévisée)
Pour les articles homonymes, voir Here and Now.
Here and Now est une série télévisée américaine en dix épisodes de 60 minutes créée par Alan Ball et diffusée entre le 11 février et le 15 avril 2018 sur HBO.
En France, la série est diffusée en version française depuis le 12 février 2018 sur OCS City. En Belgique, la série est diffusée en version originale sous-titrée depuis le 12 février 2018 sur Be 1. Elle reste inédite dans les autres pays francophones.

## Synopsis
Les Bayer-Boatwrights sont une famille multiculturelle, avec à sa tête un patriarche, Greg (Tim Robbins) professeur — ayant une aventure avec une prostituée — fêtant son soixantième anniversaire. La fête est organisée par sa femme Audrey (Holly Hunter) et sa fille biologique, Kristen (Sosie Bacon) une lycéenne introvertie. Greg et Audrey ont aussi trois autres enfants, qu'ils ont adoptés : Ashley (Jerrika Hinton), adoptée au Libéria, une « fashion designer » mariée et ayant une fille, Duc (Raymond Lee), adopté au Vietnam, coach de vie et Ramon (Daniel Zovatto), adopté en Colombie, qui est en relation avec Henry (Andy Bean (en)) un libre-penseur. 
La fête part en vrille quand Ramon commence à halluciner et voit constamment les chiffres 11:11. Il commence alors un travail avec un thérapeute et sa mère lui suspecte une schizophrénie.

## Distribution

### Acteurs principaux
- Holly Hunter (VF : Martine Irzenski) : Audrey Bayer
- Tim Robbins (VF : Emmanuel Jacomy) : Greg Boatwright
- Jerrika Hinton (VF : Geneviève Doang) : Ashley Collins
- Raymond Lee (VF : Benjamin Bollen) : Duc Bayer-Boatwright
- Daniel Zovatto (VF : Jim Redler) : Ramon Bayer-Boatwright
- Sosie Bacon (VF : Julia Boutteville) : Kristen Bayer-Boatwright
- Joe Williamson (VF : David Van de Woestyne [épisodes 1-2] puis Cédric Ingard) : Malcolm Collins
- Andy Bean (VF : Valéry Schatz) : Henry
- Marwan Salama (VF : Mathieu Lagarrigue) : Navid Shokrani

### Acteurs récurrents
- Trent Garrett (en) (VF : Juan Llorca) : Randy
- Kevin Bigley (en) (VF : Franck Capillery) : Michael
- Cynthia Ettinger (VF : Sandra Valentin) : Lydia

- Version française
  - Société de doublage : Dubbing Brothers[4]
  - Direction artistique : Béatrice Delfe et Barbara Kelsch
  - Adaptation : Françoise Lévy

## Production
En dépit d'une collaboration solide entre le réseau HBO et Alan Ball, le scénariste ayant déjà travaillé, avec succès, pour cette chaîne via les séries télévisées plébiscitées Six Feet Under et True Blood, la série peine à séduire la critique et le public et finit par être annulée après une seule saison composée de dix épisodes,,. 

## Épisodes
1. Onze, onze (Eleven Eleven)
2. Ça vient (It's Coming)
3. Le cerf dans la forêt (If a Deer Shits in the Woods)
4. Cache-cache (Hide and Seek)
5. Du lever au coucher du soleil (From Sun Up To Sun Down)
6. À la vie, à la mort (Fight, Death)
7. Le sillage (Wake)
8. Oui (Yes)
9. La logique du rêve (Dream Logic)
10. C'est là (It's Here)

## Réception critique
| Saison | Saison | Critique               | Critique              |
| Saison | Saison | Rotten Tomatoes        | Metacritic            |
| ------ | ------ | ---------------------- | --------------------- |
|        | 1      | 4,59/10 (40 critiques) | 46/100 (31 critiques) |